# Erika Fairweather
Erika Fairweather (Dunedin, 31 dicembre 2003) è una nuotatrice neozelandese, vincitrice di due medaglie d'argento ai mondiali in vasca corta e di un oro, un argento e due bronzi ai mondiali in vasca lunga.

## Palmarès
- Mondiali

Fukuoka 2023: bronzo nei 400 m sl.
Doha 2024: oro nei 400 m sl, argento nei 200 m sl, bronzo negli 800 m sl.
- Mondiali in vasca corta

Melbourne 2022: argento nei 400 m sl e negli 800 m sl.
- Mondiali giovanili

Budapest 2019: oro nei 200 m sl.